# Hockey Europe
Hockey Europe è un'associazione (giuridicamente si tratta di un gruppo europeo di interesse economico) che riunisce le sette principali leghe professionistiche europee di hockey su ghiaccio, con lo scopo da un lato di favorire i rapporti tra i campionati membri, e dall'altro di supportarli nei rapporti con i due maggiori campionati al mondo, NHL e KHL.
Fondata nell'ottobre del 2008, ha sede a Colonia, in Germania.

## Membri
| Paese      | Lega                    | Anno di ingresso | Note                                                                                     |
| ---------- | ----------------------- | ---------------- | ---------------------------------------------------------------------------------------- |
| Austria    | ICE Hockey League       | 2010             | Lega sovranazionale gestita dalla Federazione austriaca con squadre austriache ed estere |
| Finlandia  | Liiga                   | 2008             |                                                                                          |
| Germania   | Deutsche Eishockey Liga | 2008             |                                                                                          |
| Rep. Ceca  | Extraliga               | 2008             |                                                                                          |
| Slovacchia | Extraliga               | 2008             |                                                                                          |
| Svezia     | Svenska hockeyligan     | 2008             |                                                                                          |
| Svizzera   | National League         | 2008             | Membro associato                                                                         |